# Martella
Martella Peckham & Peckham, 1892 è un genere di ragni appartenente alla famiglia Salticidae.

## Distribuzione
Le dodici specie oggi note di questo genere sono state rinvenute in America centrale e meridionale: ben sei specie sono endemiche del Brasile e due di Panama.

## Tassonomia
Questo genere è stato rimosso dalla sinonimia con Sarinda Peckham & Peckham, 1892, a seguito di un lavoro dell'aracnologa Galiano del 1964.
A giugno 2011, si compone di 12 specie:
- Martella amapa Galiano, 1996 — Brasile
- Martella bicavata (Chickering, 1946) — Panama
- Martella camba (Galiano, 1969) — Argentina
- Martella furva (Chickering, 1946) — Panama
- Martella gandu Galiano, 1996 — Brasile
- Martella goianensis Galiano, 1969 — Brasile
- Martella lineatipes F. O. P.-Cambridge, 1900 — dal Messico alla Costa Rica
- Martella maria Peckham & Peckham, 1892 — Brasile
- Martella mutillaeformis (Taczanowski, 1878) — Perù
- Martella pasteuri Galiano, 1996 — Brasile
- Martella pottsi Peckham & Peckham, 1892[2] — dal Guatemala al Brasile
- Martella utingae (Galiano, 1967) — Brasile